# Hermann Joseph Muller

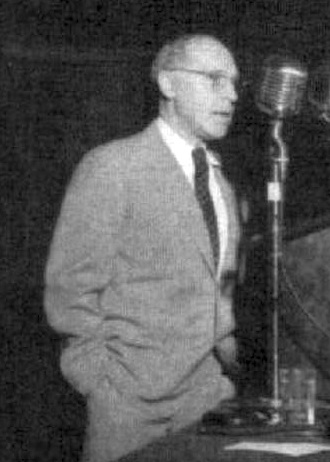
Hermann J. Muller, 1952

Hermann Joseph Muller (* 21. Dezember 1890 in Manhattan, New York, USA; † 5. April 1967 in Indianapolis, Indiana, USA) war ein US-amerikanischer Biologe und Genetiker. Für die Entdeckung, dass Mutationen mit Hilfe von Röntgenstrahlen hervorgerufen werden können, erhielt er 1946 den Nobelpreis für Physiologie oder Medizin.

## Leben und Schaffen

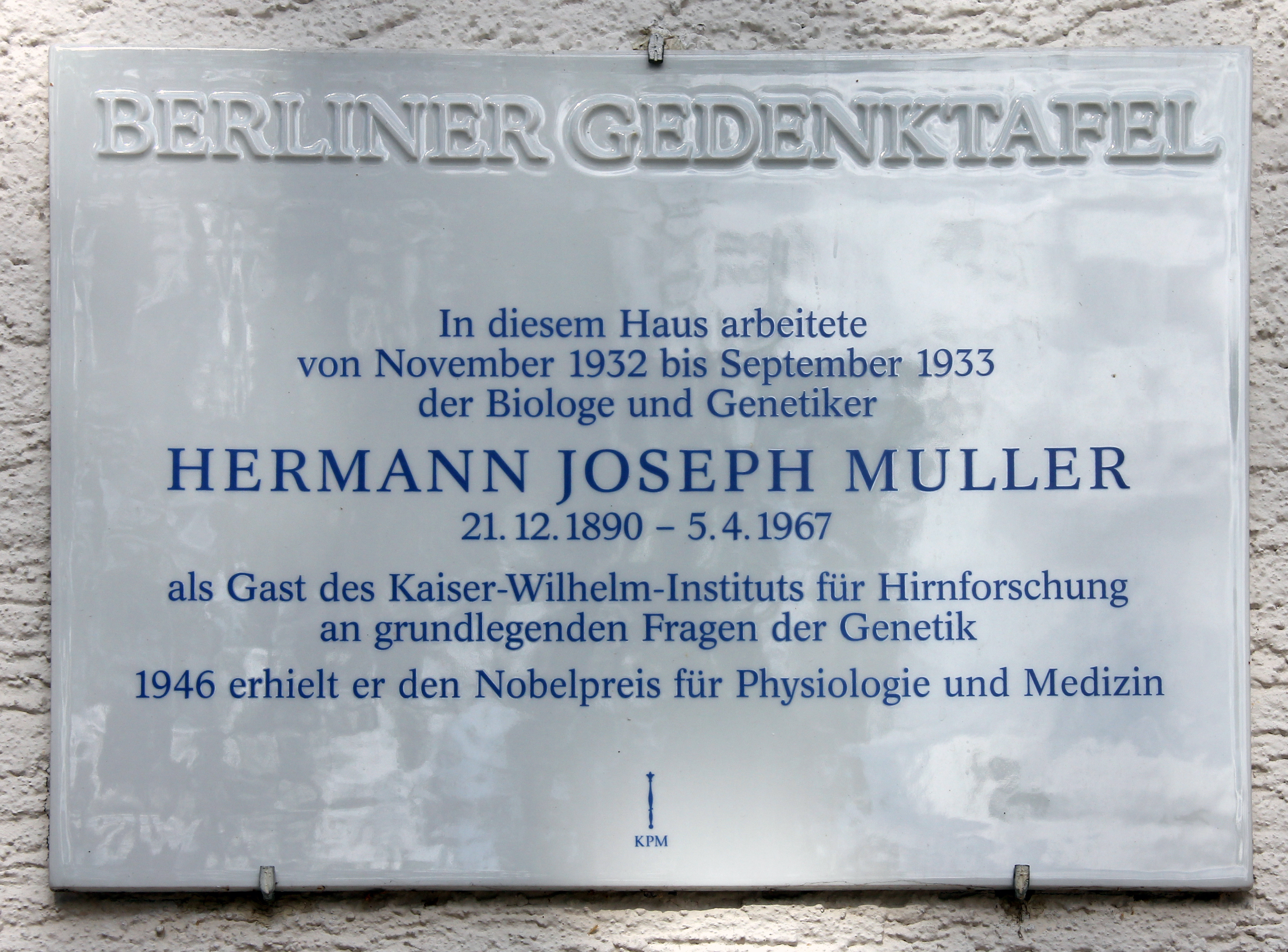
Berliner Gedenktafel am Haus Robert-Rössle-Straße 10, in Berlin-Buch

Hermann Muller wuchs im New Yorker Viertel Harlem auf und studierte ab 1907 an der Columbia University, wo er Genetik zu seinem Hauptfach machte.
Im Jahr 1927 beobachtete Muller, ein Schüler von Thomas Hunt Morgan, die spontane Mutation von Genen und konnte durch Bestrahlung mit Röntgenstrahlen Mutationen bei Taufliegen (Drosophila melanogaster) herbeiführen, wovon er im selben Jahr auf dem „5. Internationalen Vererbungskongreß“ in Berlin berichtete. Er zeigte so, dass energiereiche Strahlung zu einer Veränderung des Erbgutes führen kann. Für diese Entdeckung wurde er 1946 mit dem Nobelpreis für Medizin ausgezeichnet. Auf ihn geht auch das LNT-Modell zurück, die Hypothese, dass Strahlung auch bei niedrigen Dosen schädlich wirkt entsprechend einer linearen Extrapolation von höheren Dosen ohne Schwellwert. Das betonte er in seiner Nobelrede und verwies auf Experimente von Curt Stern. Die einflussreiche Rolle, die Muller in der Propagierung der LNT-Theorie hatte, die maßgeblich für die Bewertung von Strahlungsrisiken wurde, ist 2011 vom Toxikologen Edward Calabrese kritisiert worden, der Muller sogar bewusste Falschdarstellung von Experimenten vorwarf. Das ist von anderen Wissenschaftlern wie dem Biographen von Muller Elof Carlson und dem Historiker James Schwartz energisch zurückgewiesen worden, die auf die bekannte wissenschaftliche Integrität von Muller verwiesen.
Im Jahr 1932 zog Muller nach Deutschland, wo er Gastforscher am Kaiser-Wilhelm-Institut (KWI) für Hirnforschung  wurde, später nach Russland und Edinburgh. In Edinburgh forschte er ab 1938 zusammen mit Charlotte Auerbach, die die mutagene Wirkung von Chemikalien nachwies. 1941 ging Muller gemeinsam mit seiner Frau Dorothea (1909–1986), studierte Medizinerin und Tochter des Zahnmediziners Alfred Kantorowicz, in die USA. Im Jahr 1945 wurde Muller Professor für Zoologie an der Indiana University. Muller klassifizierte verschiedene Arten von Mutationen.
Er engagierte sich auch politisch und galt als überzeugter Kommunist. Er wehrte sich zudem gegen fundamentalchristliche Angriffe auf die Evolutionstheorie. 1931 wurde Muller in die National Academy of Sciences, 1942 in die American Academy of Arts and Sciences und 1947 in die American Philosophical Society gewählt. 1947 war Muller Präsident der Genetics Society of America und von 1949 bis 1950 erster Präsident der American Society of Human Genetics. 1953 wurde er zum auswärtigen Mitglied der Royal Society und 1959 zum Ehrenmitglied (Honorary Fellow) der Royal Society of Edinburgh gewählt. Im Jahr 1960 wurde er zum Mitglied der Leopoldina gewählt. Muller erlag 1967 einer kongestiven Herzinsuffizienz.

## Ehrungen
1946 erhielt er den Nobelpreis für Physiologie oder Medizin. 1959 erhielt er die Darwin-Plakette. Nach Muller ist das evolutionsbiologische Konzept Muller’s ratchet benannt.

## Schriften (Auswahl)
- Variation due to change in the individual gene. In: American Naturalist. Band 56, 1922, S. 32–50.
- Artificial transmutation of the gene. In: Science. Band 66, 1927, S. 84–87.
- Studies in Genetics. The Selected Papers of H. J. Muller. Bloomington 1962.